# أحولي (احولي ميبلادن)
أحولي هو دُوَّار يقع بجماعة ميبلادن، إقليم ميدلت، جهة درعة تافيلالت في المملكة المغربية. ينتمي الدوّار لمشيخة احولي ميبلادن التي تضم دوارين. يقدر عدد سكانه بـ 141 نسمة حسب الإحصاء الرسمي للسكان والسكنى لسنة 2004.

## وصلات خارجية
- البوابة الوطنية للجماعات الترابية
- المندوبية السامية للتخطيط